# Wendy Oxenhorn
Wendy Oxenhorn (* 15. Februar 1968 in Brooklyn) ist eine US-amerikanische soziale Aktivistin und Jazz- und Blues-Promoterin.
Sie ist seit 2000 Executive Director und Vice Chairman der Jazz Foundation of America (JFA) in New York City. Dank ihres Engagements zum Beispiel bei der Organisation von Charity Events konnte das Spendenaufkommen erheblich ausgedehnt werden und die ursprüngliche lokale New Yorker Organisation (1989 von Billy Taylor gegründet) landesweit in den USA expandieren.
Wendy Oxenhorn wuchs in Dobbs Ferry in Westchester County auf. Sie begann als Tänzerin, besuchte mit 14 Jahren die School of American Ballet und war bis zu einer Knieverletzung mit 17 Jahren im New York City Ballet. 1990 war sie in New York eine der Mitgründer von Street News (dem Prototyp der Straßenzeitungen) und baute die dahinterstehende Organisation durch medienwirksame Aktionen als Spendensammlerin auf. 1994 gründete sie die Wohltätigkeitsorganisation Children of Substance für weibliche Teenager, deren Eltern Drogenprobleme haben Das Programm wurde von den US-Schulbehörden unterstützt. Der JFA war unter ihrer Leitung besonders in New Orleans nach dem Hurrikan Katrina aktiv. 2005 gründete sie das Agnes Varis Jazz in the Schools Program, das Jazz und Blues in Schulen brachte über Musiker im Rentenalter, die so in ihrem Beruf regelmäßige Verdienstmöglichkeiten erhielten.
2016 erhielt sie die NEA Jazz Masters Fellowship. Sie ist im Rat des Montreux Jazz Festivals. Sie wurde von Jazz at Lincoln Center und 2008 von der Jazz Journalists Association ausgezeichnet.
Sie selbst spielt Blues auf der Mundharmonika. Sie ist geschieden und hat zwei Töchter.